# Daasdorf a. Berge
Daasdorf a. Berge település Németországban, azon belül Türingiában. Lakosainak száma 271 fő (2017. december 31.).

## Népesség
A település népességének változása:

| 2017 | 271 |